# Eurhynchium subsquarrulosum
Eurhynchium subsquarrulosum là một loài Rêu trong họ Brachytheciaceae. Loài này được (Hampe ex Müll. Hal.) A. Jaeger mô tả khoa học đầu tiên năm 1878.